# Земгале
Земгале (на латвийски: Zemgale) е една от четирите историко-културни области, които образуват съвременна Латвия.

## Обща информация
Името на областта Земгале произлиза от названието на балтийския народ семигали, който е обитавал тези земи, но под напора на немските кръстоносци са изтласкани чак в Литва. Поради този факт често Земгале обхваща не само Латвия, но и части от Литва, които исторически са били населявани от семигалите.
Земгале се намира на запад от река Даугава и областта Латгале, граничейки на север с Видземе, на запад с Курземе и на юг с Литва. В географски план Земгале се намира в централната част на южна Латвия и по площ е най-малката от четирите исторически поделения на страната.
В земите на Земгале се включва и територията на вече несъществуващата пета историческа област Селония, която се намира на юг от река Даугава и включва част от сегашна Литва. Името на Селония идва от балтийското племе селони, което е населявало областта.
Двете най-важни реки в Земгале са граничната Даугава и най-дългата в областта Лиелупе.

## Райони в Земгале
- Бауска
- Добеле
- Йелгава
- Тукумс

Областта Земгале включва в територията си и част от следните райони:
- Айзкраукле
- Даугавпилс
- Йекабпилс
- Огре
- Рига

## Градове в Земгале
В Земгале има 12 града или 15% от всички населени места в Латвия със статут на град, като 4 от тях са с население над 10 000 души. В областта живеят приблизително около 300 000 души или едва 13% от общото население на страната.
- Айзкраукле (част и от Видземе)
- Акнисте
- Ауце
- Бауска
- Виесите
- Добеле
- Илуксте
- Йекабпилс (част и от Латгале)
- Йелгава
- Калнциемс
- Субате
- Яунйелгава